# Palacios de la Valduerna
Palacios de la Valduerna è un comune spagnolo di 550 abitanti situato nella comunità autonoma di Castiglia e León.